# أولغا أميرة هانوفر (1884–1958)
الأميرة أولغا أميرة هانوفر وكمبرلاند (بالألمانية: Olga Adelaide Louise Marie Alexandrina Agnes Prinzessin von Hannover und Cumberland)‏ (11 يوليو 1884 - 21 سبتمبر 1958) أميرة لبريطانيا العظمى وايرلندا ودوقة برونزويك نيبورغ.